# Moromeții 2
Moromeții 2 este un film românesc regizat de Stere Gulea. Rolurile principale sunt interpretate de actorii Horațiu Mălăele, Iosif Paștina și Dana Dogaru. Scenariul este o adaptare a celui de-al doilea volum al romanului Moromeții,  a romanului Viața ca o pradă și a publicisticii lui Marin Preda. Premiera filmului a avut loc la 5 noiembrie 2018.

## Prezentare
Filmul continuă povestea familiei Moromete după cel de-Al Doilea Război Mondial, într-o perioadă istorică marcată de instalarea comunismului în România. Ilie Moromete și fiul său, Niculae, văd lucrurile diferit, prilej permanent de conflict între cei doi.

## Distribuție
- Horațiu Mălăele - Ilie Moromete
- Dana Dogaru - Catrina Moromete
- Paul Ipate - Paraschiv
- Marian Adochiței - Achim
- Andreea Bibiri - Tita
- Anca Androne - Ilinca
- Iosif Paștina - Niculae Moromete
- Ioana Bugarin - Ileana
- Răzvan Vasilescu - Gheorghe Cocoșilă
- George Mihăiță - Aristide
- Andi Vasluianu - Vasile al Moașei
- Oana Pellea - Fica
- Ion Caramitru - directorul școlii
- Gheorghe Visu - Matei Dimir
- Florin Zamfirescu - Țugurlan
- Mihai Bobonete - șoferul lui Țugurlan
- Marian Râlea - Cârcâdat
- Cuzin Toma - Oauăbei
- Liviu Pintileasa - Zdroncan
- Dorina Chiriac - Mărioara Bâzdoveică
- Dragoș Huluba - Isosică
- Marius Florea Vizante - Diaconescu
- Bogdan Talașman - jandarmul Moise
- Cristian Șofron - Marin Geacă
- Alex Bogdan - Udubeașcă
- Ana Ciontea - Zina
- Lucian Iftime - Pretorian
- Costel Cașcaval - Bălosu
- Constantin Dinulescu - profesorul bătrân agresat la manifestații
- Alexandru Potocean - preotul Alexandru
- Ion Arcudeanu - Dascălul bisericii

## Producție
Filmările au avut loc în a doua jumătate a lunii septembrie 2017, în aceeași casă din același sat în care a fost turnat și primul film, în vara lui 1985, în Comuna Talpa, Teleorman.
Este produs de Libra Film Productions, cu sprijinul Centrului Național al Cinematografiei și Studioului Cinematografic al Ministerului Culturii și distribuit de Transilvania Film.